# Skånevik
Skånevik este o localitate din comuna Etne, provincia Hordaland, Norvegia, cu o suprafață de 0,85 km² și o populație de 594 locuitori (2013).